# 馬斯卡特爾 (加利福尼亞州)
馬斯卡特爾（英語：Muscatel）是位於美國加利福尼亞州弗雷斯諾縣的一個非建制地區。該地的面積和人口皆未知。

## 地理
馬斯卡特爾的座標為36°47′34″N 119°51′34″W / 36.79278°N 119.85944°W，而該地的平均海拔高度為91米（即299英尺）。